# Aphanistes coxatus
Aphanistes coxatus är en stekelart som beskrevs av Stephen Donald Hopper 1981. Aphanistes coxatus ingår i släktet Aphanistes och familjen brokparasitsteklar. Inga underarter finns listade i Catalogue of Life.